# 天桥站 (北京市)
天桥站是一个位于中国北京市东城区天坛街道与西城区天桥街道交界永定门内大街、先农坛前街交叉口，属于北京地铁8号线的地铁车站。车站主体结构于2015年3月封顶，为8号线三期首座封顶的车站以及第一座通过验收的车站，2018年12月30日随8号线三期南段投入运营。

## 位置
天桥站位于天桥南大街（南中轴路，南北向）和北纬路、南纬路（均为东西向）的两个交汇口之间，呈南北走向布置。

## 结构

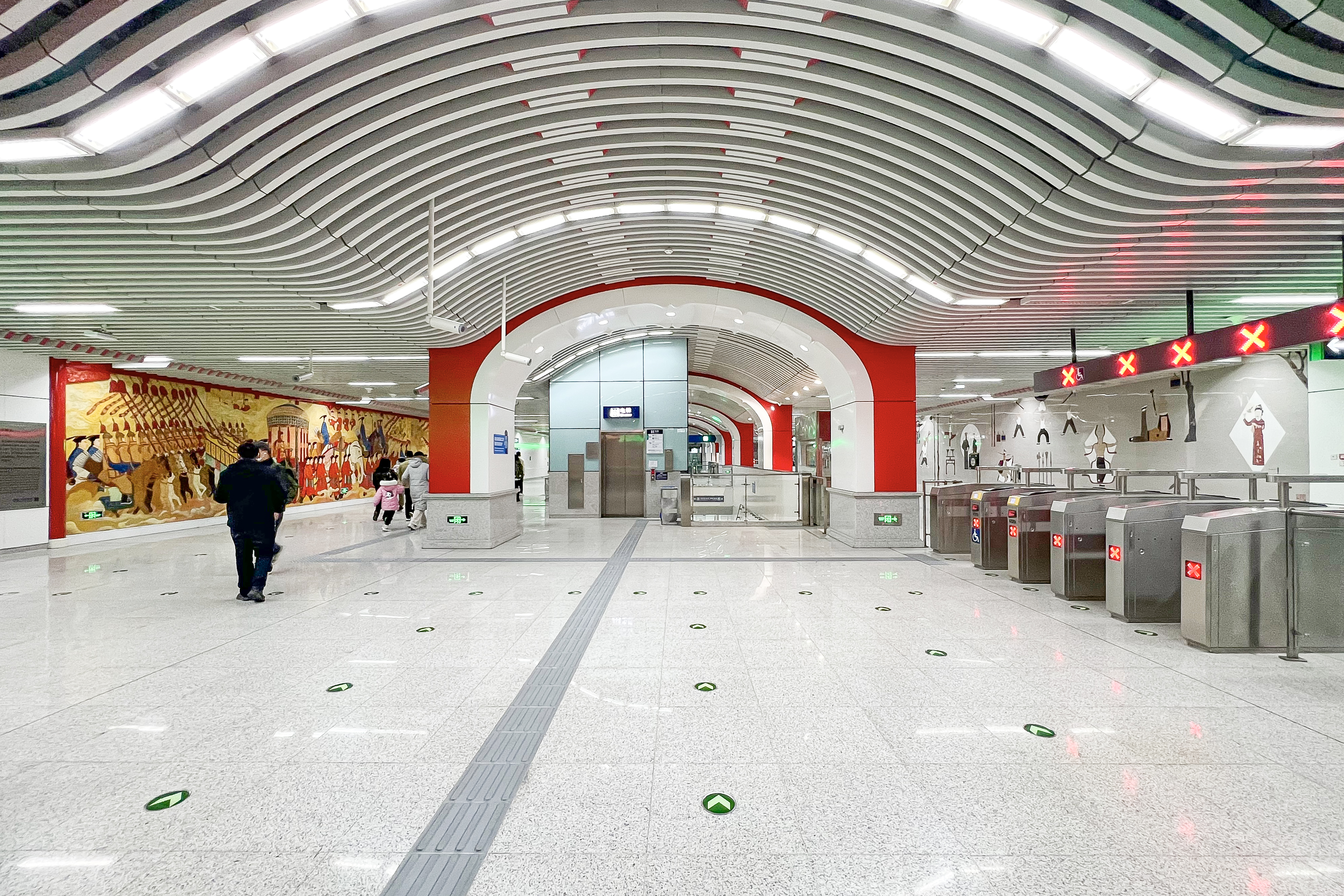
8号线站厅

两线均为地下车站。8号线车站为地下二层三跨车站，结构总长253.2米，标准段宽23.1米，覆土厚3.2－3.9米，采用岛式站台设计，站台宽14米。

### 车站楼层
| 地面层          | 街道                      | A—D出入口                        |
| 地下一层 站厅层 | 站厅                      | 客务中心、自动售票机、进出站闸机 |
| 地下二层 站台层 |                           | █ 8号线往朱辛庄（珠市口）        |
| 地下二层 站台层 | 岛式站台，左側開门        |                                  |
| 地下二层 站台层 | █ 8号线往瀛海（永定门外） |                                  |

### 站厅
天桥站的站厅位于地下一层，东面设长20.7米、高3.2米的磨漆壁画《天子赴祭》，西面设展现北京天桥民间文化的壁画《天桥遗韵》；其中《天桥遗韵》分为《天桥小吃》、《天桥百戏》、《天桥买卖》三部分。

### 站台
8号线天桥站设有一座岛式站台，位于天桥南大街地底。本站的站厅和站台层吊顶均采用拱形顶，以表现城门这一建筑元素。

## 出入口
天桥站设有4个出入口，其中B口为预留出入口，2022年10月1日建成启用。A、D两個出入口分别位于北京天桥艺术中心的北、南两侧，A口通道内也设有名为《天桥掠影》的艺术墙。
|                           |            |                                                                    |      |            |
| 编号                      | 指示       | 建议前往的目的地                                                   | 照片 | 无障碍设施 |
| 出口 · A · 轮椅升降台标志 | 天桥南大街 | 天桥南大街（西侧）、北纬路（南侧）、北京天桥艺术中心、北京潇湘大厦 |      |            |
| 出口 · B                  | 天桥南大街 | 天桥南大街（东侧）、 北京自然博物馆                                |      | 不適用     |
| 出口 · C                  | 南纬路     | 天桥南大街（东侧）、天坛公园、 北京自然博物馆                      |      | 不適用     |
| 出口 · D                  | 天桥南大街 | 天桥南大街（西侧）、南纬路（北侧）、前门和颐酒店                   |      | 不適用     |
| 註： 設有輪椅升降台       |            |                                                                    |      |            |